# Spilla da cravatta
Una spilla da cravatta (detta anche spilla a spillo) è un accessorio per tenere ferma la cravatta, originariamente indossato dai ricchi gentiluomini inglesi per fissare le pieghe delle loro cravatte.

## Storia

Spille da cravatta ottocentesche

Le spille da cravatta divennero popolari all'inizio del XIX secolo. Allora le cravatte erano in seta, raso, pizzo e batista leggermente inamidata, cotone e mussola: le spille erano accessori necessari per tenere fermi e nella giusta piega questi tessuti costosi. Di solito usavano perle e altre pietre preziose incastonate in oro o altri metalli preziosi ed erano disegnate appositamente per i loro proprietari.
Nel 1860, la borghesia medio-alta adottò l'uso delle cravatta, portando però a livello qualitativo inferiore sia per i materiali e design che per le spille usate per tenerle ferme. Quando, nel decennio successivo, anche gli americani iniziarono ad impiegare spille e cravatte, i modelli iniziarono ad essere prodotti in serie, utilizzando come figure teste di animali, ferri di cavallo, motivi con coltello e forchetta, tubi incrociati, forcelle, insetti, fiori, scudi e altri motivi figurativi. Verso la fine del secolo le spille da cravatte avevano preso piede anche tra le donne, che le indossavano con abiti sportivi per andare in bicicletta, in barca, a cavallo, a tennis e a golf. Il plastron, il foulard, la sciarpa da marinaio o la cravatta a farfalla divennero tutti accessori popolari sia per gli uomini che per le donne, e tutti potevano essere decorati con una spilla da cravatta ornamentale.
Carrie Nation ad esempio, leader del Movimento per la temperanza, finanziò in parte il movimento la vendita di spille a forma di accetta con inciso sul manico la scritta Morte al rum.
Solo all'inizio del XX secolo dei modelli elaborati di spille di sicurezza in oro o argento sostituirono le spille da cravatta, magari per fissarla alla camicia, diventando così parte integrante dell'abbigliamento maschile o dell'uniforme scolastica, e rivelandosi particolarmente utili nelle occasioni formali o in caso di vento. Inoltre una normale spilla di sicurezza inserita da dietro la camicia poteva fissare la cravatta in modo invisibile senza danneggiarne la superficie.
Durante gli anni Venti l'uso di cravatte dal taglio attuale e realizzate in materiali delicati come la seta divenne di moda e l'uso del fermacravatta acquistò importanza, andando a sostituire la più tradizionale spilla da cravatta.